# أوروبيسا (إسبانيا)
أوروبيسا، إسبانيا (بالإنجليزية: Oropesa, Spain)‏ هي بلدية ومدينة في منطقة الحكم الذاتي كاستيا-لا مانتشا وتقع في مقاطعة طليطلة في وسط إسبانيا. تبلغ مساحة هذه المدينة 337 (كم²)، ويبلغ عدد سكانها 2940 نسمة حسب إحصاء المعهد الوطني الإسباني سنة 2008 م.

## أعلام
- ماريا هيريرا
- ألونسو دي أوروزكو مينا
- مانويل رودريغيز

## وصلات خارجية
- الموقع الرسمي